# Eliseo Compeán Fernández
Eliseo Compeán Fernández (Delicias, Chihuahua, México; 10 de julio de 1979) es un político mexicano miembro del Partido Acción Nacional y diputado federal plurinominal para la LXV Legislatura. También fue presidente municipal de Delicias de manera consecutiva para las administraciones 2016-2018 y 2018-2021.

## Biografía
Compeán Fernández nació en Delicias el 10 de julio de 1979 y es licenciado en Administración de Agronegocios por la Facultad de Ciencias Agrícolas y Forestales y máster en Administración Pública por la Facultad de Ciencias Políticas y Sociales, ambos por la Universidad Autónoma de Chihuahua.

### Carrera política
Compeán inició su carrera política desempeñando diversos cargos dentro del Partido Acción Nacional entre los que se encuentran el de Secretario Municipal de Acción Juvenil en Delicias entre 1998 y 2004 así como diversos puestos en el Comité Directivo Estatal entre 2008 y 2018 durante las administraciones de Cruz Pérez Cuéllar, Mario Vázquez Robles y Rocío Reza Gallegos, aunque se afilió al partido formalmente en agosto del año 2000.
En 2004 fue elegido regidor al Ayuntamiento de Delicias por representación proporcional durante la administración del priista Guillermo Márquez Lizalde, cargo en el que duró hasta el término de la administración en 2007. Así mismo, entre 2008 y 2009 laboró en diversas áreas de la Secretaría de Agricultura, Ganadería, Desarrollo Rural, Pesca y Alimentación.
En 2010, Acción Nacional lo postuló como candidato a síndico municipal de Delicias para las elecciones de ese mismo año, resultando elegido luego de vencer a la candidata del Partido Revolucionario Institucional, María Teresa Lerma Santana. Compeán Fernández ejerció como síndico hasta principios de 2013, año en que solicitó licencia para ser candidato del PAN a diputado local por el Distrito 20 para las elecciones estatales de 2013, resultando elegido para la LXIV Legislatura comprendida entre 2013 y 2016.
A principios de 2013, Compeán solicitó licencia a su cargo como diputado para ser candidato del PAN a la presidencia municipal de Delicias, cargo al que resultó elegido para el periodo comprendido entre 2016 y 2018 luego de vencer al priista Ricardo Orviz Blake en las elecciones de ese mismo año. En mayo de 2018, Compeán solicitó licencia a su encargo como presidente municipal para buscar la reelección al cargo para las elecciones de ese año, resultando finalmente reelegido para el periodo de 2018 a 2021.
En septiembre de 2020, la Unidad de Inteligencia Financiera del Servicio de Administración Tributaria bloqueó las cuentas bancarias de Compeán así como de otros políticos, asociaciones de agricultores, líderes campesinos y al mismo Ayuntamiento de Delicias luego de que Compeán se sumara a las protestas generadas por la apertura de compuertas de la Presa La Boquilla.
Para marzo de 20221, Compeán pidió licencia a su cargo de nueva cuenta para buscar ser candidato a diputado federal por la vía plurinominal para las elecciones federales de ese año, resultando elegido para ser diputado en la LXV Legislatura entre 2021 y 2024.